# Krämersweiher (Leinburg)
Krämersweiher ist ein Wasserwerk, das zur Gemeinde Leinburg gehört und der Wasserversorgung der Stadt Nürnberg dient.

## Geografie
Das Wasserwerk Krämersweiher wird von der Gemeinde Leinburg als einer ihrer 20 Orte ausgewiesen, ist aber nicht als amtlicher Gemeindeteil benannt. Das Werk liegt im Nürnberger Reichswald und besteht nur aus einer Pumpstation der Nürnberger Wasserversorgung, die am nordwestlichen Ende des auslaufenden Ursprungtales liegt. Dieses Tal bildet östlich von Krämersweiher eine tief in den Reichswald eingeschnittene Schlucht und dient seit 1885 der Wasserversorgung der Stadt Nürnberg. Das Wasserwerk hat die postalische Anschrift „Krämersweiher 1“ und liegt etwa zwei Kilometer westsüdwestlich des Ortszentrums von Leinburg auf einer Höhe von 384 m ü. NHN, unmittelbar südlich des Haidelbaches und gegenüber der Fuchsmühle.

## Geschichte
Das im südwestlichen Teil der Gemarkung Leinburg gelegene Wasserwerk war entstanden, nachdem die Stadt Nürnberg 1888 ein östlich des Werkes gelegenes Quellgebiet erworben und 1892/93 ein Pumpwerk zu dessen Erschließung errichtet hatte. Die umfangreiche Geschichte des Wasserwerkes wurde anlässlich des 125. Jubiläums im Jahr 2018 aufgeschrieben.

## Verkehr
Der Ort liegt an der Gemeindeverbindungsstraße, die vom Nürnberger Gemeindeteil Brunn nach Leinburg führt.